# Ernst Birnbaum
Ernst Birnbaum (* 20. November 1905 in Berlin; † 11. April 1986 in Dortmund) war ein deutscher Schriftsteller.

## Leben
Birnbaum, ein Sohn des Dentisten Josef Birnbaum und seiner Frau Gisela, geb. Lastu, studierte nach dem Abitur Sozialpädagogik in Berlin und schloss sich der linksintellektuellen Bewegung an. Erste Veröffentlichungen von ihm erschienen im Vorwärts. Als Mitarbeiter des Berliner Landesjugendamtes kam er mit sensationellen Kriminalfällen jugendlicher Straftäter in Verbindung. Er bearbeitete u. a. den Fall Albrecht Höhler (Mörder von Horst Wessel). 1930 trat er aus der jüdischen Gemeinde aus. Nach der Machtergreifung emigrierte er nach Frankreich, wo er in den Renault-Werken arbeitete und ein kurzlebiges satirisches Wochenblatt mit antifaschistischer Stoßrichtung herausgab. 1939 schloss er sich einer französischen Widerstandstruppe an, in der er als Sanitäter am Zweiten Weltkrieg teilnahm. Zwischen 1940 und 1942 war er in verschiedenen Arbeitslagern in Nordafrika interniert. Ab 1942 beteiligte er sich an der Résistance. Nach Kriegsende kehrte er zunächst nach Berlin zurück, ehe er 1948 seinen Wohnsitz für kurze Zeit nach Siegen verlegte. Danach ließ er sich in Dortmund nieder und etablierte sich als freier Schriftsteller. Er starb 1986 in seiner Wahlheimat. Ein Nachlass befindet sich im Stadtarchiv Dortmund.
Birnbaum heiratete 1929 die Kunstgewerblerin Johanna Becker. 1952 wurde die Ehe geschieden. Die Schauspielerin Leontine Kühnberg war eine Cousine Ernst Birnbaums.

## Werke (Auswahl)
- Fürsorgehöllen. Jugendinternationale, Berlin 1932.
- Zwangserziehung oder Jugendberatung. Berliner Druckhaus, Berlin 1949.
- Das zauberhafte Fräulein Wu. Märchenwelt der Asiaten. W. Fischer-Verlag, Göttingen 1964 (als Kater Murr).
- Der goldene Ritter. W. Fischer-Verlag, Göttingen 1964 (als Kater Murr).
- Die Tochter des Häuptlings. Märchenwelt der Südsee und Amerikas. W. Fischer-Verlag, Göttingen 1964 (als Kater Murr).
- Im Zaubergarten der Märchenwelt. Märchen aus allen Erdteilen. W. Fischer-Verlag, Göttingen 1964 (als Kater Murr).
- Rotes Kreuz über Europa. Osang, München 1966 (als Ernst Baum).
- Der goldene Ritter. Das zauberhafte Fräulein Wu. Die Tochter des Häuptlings. Kunstmärchen. 3 Bde. W. Fischer-Verlag, Göttingen 1966.
- Jugendreporter Windmacher berichtet. Roman für Kinder. Matari, Hamburg 1969.
- Roter Davidstern über Israel. Die Geschichte des Magen David Adom. Eine humanitäre Dokumentation. Blick & Bild, Velbert 1969.
- Der Geisteraffe. Ein Theaterstück für Kinder mit einer Anleitung zum Bau einer Guckkastenbühne. Matari, Hamburg 1971; Sauerländer, Aarau 1973.
- Märchenreise um die Welt. Kunstmärchen. Engelbert, Balve 1971, 1972.
- Achtung, Geheimsender! Ein moderner Spionageroman für die Jugend. Tyrolia, Innsbruck 1972.
- Sieben Märchen der Afrikaner. Wulff, Dortmund 1972 (= Kleine Reihe Lyrik und Prosa 16).
- Ein Dreckspatz aus dem Mezzogiorno. Weltkreis, Dortmund 1973.
- Mohammed und der Geisteraffe. Prinzessin Tausendschönchen. Zwei Theaterstücke für Kinder. Sauerländer, Aarau 1973.
- Prinzessin Tausendschön. Ein Märchenspiel in fünf Bildern nach dem gleichnamigen französischen Märchen. Sauerländer, Aarau 1975.
- Die seltsamen Abenteuer des Kalifen. Orientalisches Märchen. Wulff, Dortmund 1975.
- Rotes Kreuz über Europa. Reportagen. Bad Honnef 1979.
- Das Geschenk der Sonnenkönigin. Afrikanisches Volksmärchen. Edition Orient, Berlin 1986.
- Harun al-Raschid und der Pantoffelflicker. Orientalisches Märchen. Edition Orient, Berlin 1986.

### Publikationen (als Herausgeber)
- Der Kater. Antifaschistische-Satyrische Zeitung. Imprimerie Centrale, Paris 1933 (nur ein Heft erschienen, die meisten Beiträge von Birnbaum selbst unter den Pseudonymen Bi, Katagus, Dr. Eisenbart).
- Der Zaubergarten der Märchenwelt. Es war einmal. Die schönsten Märchen aus aller Welt. 10 Bde. 1952 ff.
- Märchen aus fünf Erdteilen. Bardtschlager, München 1966.

## Auszeichnungen
- Israelisches Gedenkmedaillon (1969)